# Ait Taleb
Ait Taleb (en àrab آيت الطالب, Āyt aṭ-Ṭālib; en amazic ⴰⵢⵜ ⵟⴰⵍⴱ) és una comuna rural de la província de Rehamna, a la regió de Marràqueix-Safi, al Marroc. Segons el cens de 2014 tenia una població total de 8.649 persones.